# Phi Tauri
Phi Tauri (φ Tau, φ Tauri) è una binaria visuale situata nella costellazione del Toro. La componente più luminosa raggiunge magnitudine 4,9; la sua distanza dal sistema solare è stimata sui 285 anni luce.
La compagna visuale, denominata HD 283576, raggiunge magnitudine 7,5 ed è separata dalla primaria di 48,80 arcosecondi. La sua distanza dal sistema solare è stimata sui 346 anni luce. I due oggetti quindi non sono fisicamente correlati.

## Osservazione

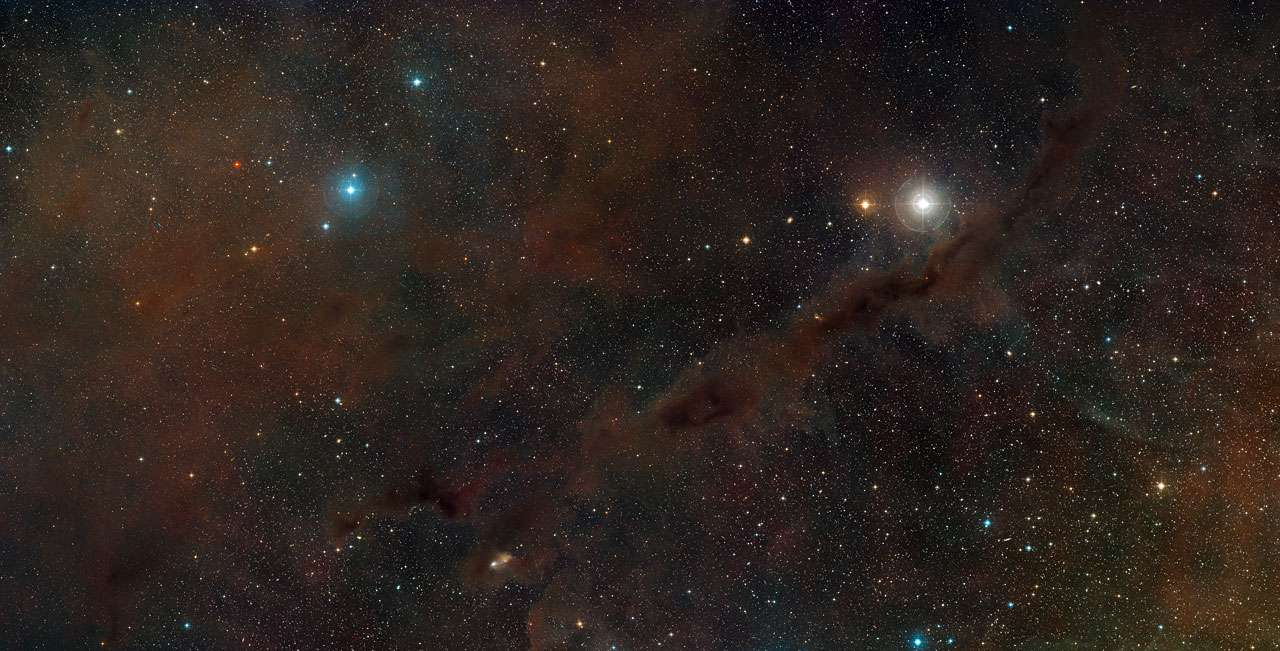
In questo campo stellare che abbraccia la Nube del Toro, φ Tauri è la stella più luminosa.

φ Tauri è situata nell'emisfero boreale celeste; grazie alla sua posizione non fortemente boreale, può essere osservata dalla gran parte delle regioni della Terra, sebbene gli osservatori dell'emisfero nord siano più avvantaggiati. Nei pressi del circolo polare artico appare circumpolare, mentre resta sempre invisibile solo in prossimità dell'Antartide. Il periodo migliore per la sua osservazione nel cielo serale ricade nei mesi compresi fra fine ottobre e aprile; da entrambi gli emisferi il periodo di visibilità rimane indicativamente lo stesso, grazie alla posizione della stella non lontana dall'equatore celeste.
φ Tauri è una doppia ottica, osservabile già con un piccolo telescopio, nella quale la primaria risulta di colore giallo e la secondaria di colore blu. La componente principale del sistema ha magnitudine pari a 4,95 e può essere scorta a occhio nudo, ma solo con un cielo sufficientemente libero dagli effetti dell'inquinamento luminoso. La compagna, HD 283576, ha magnitudine 7,51 ed è separata dalla primaria di 48,80 arcosecondi. Il Washington Double Star Catalog registra la presenza anche di una terza componente (prelatro omessa nel catalogo delle componenti delle stelle doppie e multiple), di magnitudine 12,27.
Nell'astronomia islamica, φ Tauri componeva l'asterismo dei Due Cani (Al Kalbain) con  χ Tauri, κ1 Tauri, κ2 Tauri e υ Tauri.
Nell'astronomia cinese, l'asterismo composto da χ Tauri, ψ Tauri, 44 Tauri e φ Tauri è denominato 礪石S, Lì DànP, lett. "cote" (nella casa della Chioma, corrispondente alle Pleiadi). Di conseguenza, la stella è indicata 礪石四S, Lì Dàn sìP, lett. "la quarta stella della Cote".

## Compagne ottiche
La componente principale A è una stella di magnitudine 4,951. Fu identificata come doppia ottica nel 1832 da John Herschel e James South. La componente B è di magnitudine 7,51; la separazione angolare dalla primaria è di 48,70″, con angolo di posizione di 258 gradi al 2015. La componente C è riportata nel Washington Double Star Catalog come una stella di magnitudine di 12,27, separata dalla primaria di 118,10″, con angolo di posizione di 25 gradi al 2001. È stata scoperta nel 1944 da Åke Anders Edvard Wallenquist.

## Caratteristiche fisiche
φ Tauri è una gigante arancione, con una probabilità del 97% già sul ramo delle giganti rosse. È classificata come K2III, con una magnitudine assoluta di -0,15. La sua età è stimata in 4,74 ± 2,56 miliardi di anni. Possiede una massa di 1,36 masse solari, ma ha già raggiunto 19 volte le dimensioni solari. La temperatura della sua espansa fotosfera è di 4479±30 K. Ha raggiunto una luminosità pari a 131 luminosità solari. La sua metallicità [Fe/H] è stata determinata in −0,32 ± 0,10; i valori limite corrispondono al 38% e al 60% di quella solare.
HD 283576 è una stella bianco-gialla, di classe F8. Non ne è stato identificato lo stadio evolutivo.
La componente C non è stata tipizzata. 
Mediante Gaia è stata determinata una parallasse di 11,4462 ± 0,0884 mas per φ Tauri e di 9,4172 ± 0,0171 mas per HD 283576. I due valori sono piuttosto distanti e corrispondono rispettivamente a 87,365 parsec (284,95 al) e 106,189 parsec (346,34 al). I due oggetti quindi non sono fisicamente correlati.
Con una velocità radiale positiva, φ Tauri si sta allontanando dal Sole; per HD 283576 invece è stata determinata una velocità radiale negativa; di conseguenza, il suo moto la sta facendo avvicinare al sistema solare.